# Splash Damage
A Splash Damage Ltd. brit videójáték-fejlesztő cég, amely többjátékos first-person shooterekre szakosodott. A stúdió elsősorban a Wolfenstein: Enemy Territory és az Enemy Territory: Quake Wars fejlesztőjeként ismert.

## Története
A Splash Damage céget 2001 májusában vagy júniusában alapította Paul Wedgwood, Richard Jolly és Arnout van Meer, akik többek között az olyan nagy horderejű modokról ismertek, mint a Quake 3 Fortress. A cég első munkái között a Now TV és a Gamer.tv cégekkel működött közre, egyedi pályákat és egy játékokon belüli televíziós megoldást fejlesztett azoknak.
2002 márciusában a Games Domain felkérte a céget, hogy fejlesszenek néhány többjátékos pályát az internetes játékszolgáltatásukhoz. Az egyik, Market Garden hadműveleten alapuló pálya az id Software Return to Castle Wolfenstein című játékához készült; rendkívül sikeres lett és azonnal a játék legjátszottabb külsős fejlesztésű pályája lett.
A Market Garden sikere után az Activision és az id Software felkérte a céget, hogy készítsenek el további három pályát a játék „Game of the Year Edition” újrakiadásához. A vállalat még ugyanebben az évben elkészítette a Wolfenstein: Enemy Territoryt, a Return to Castle Wolfenstein különálló többjátékos kiegészítőjét. A játék Windows-változata 2003. május 29-én jelent meg, a Linux- és a Mac-átiratok pedig a következő évben, mindhárom változat ingyenesen játszható. A Wolfenstein: Enemy Territory számtalan „év játéka” és „szerkesztő ajánlása”  díjat is nyert, és még 2008-ban is az egyik legnépszerűbb internetes first-person shooter volt.
2003 júniusában ismét a Splash Damage-t kérte fel az id Software a Doom 3 összes többjátékos pályájának elkészítésével, ami mellett az Enemy Territory: Quake Wars, a Wolfenstein: Enemy Territory utódjának előkészületi munkáit is megkezdték. A játék az id Tech 4 erősen módosított motorját használja és a Quake univerzumban játszódik. Az Enemy Territory: Quake Wars 2007. szeptember 28-án jelent meg, és számos díjat, köztük több „év játéka” és több mint 25 „szerkesztő ajánlása” díjat is elnyert.
2016 augusztusában a Leyou megállapodott a vállalat felvásárlásáról.
A céget végül hivatalosan a RAdius Maxima Leyou-leányvállalat vásárolta fel.

## Videójátékai
| Év   | Cím                                                | Platform | Platform | Platform | Platform | Platform | Platform | Platform | Platform | Platform |
| Év   | Cím                                                | iOS      | Lin      | Mac      | PS3      | Web      | Win      | X360     | XBO      | GSD      |
| ---- | -------------------------------------------------- | -------- | -------- | -------- | -------- | -------- | -------- | -------- | -------- | -------- |
| 2002 | Return to Castle Wolfenstein (többjátékos mód)     | Nem      | Igen     | Igen     | Nem      | Nem      | Igen     | Nem      | Nem      | Nem      |
| 2003 | Wolfenstein: Enemy Territory                       | Nem      | Igen     | Igen     | Nem      | Nem      | Igen     | Nem      | Nem      | Nem      |
| 2004 | Doom 3 (többjátékos mód)                           | Nem      | Igen     | Igen     | Nem      | Nem      | Igen     | Nem      | Nem      | Nem      |
| 2007 | Enemy Territory: Quake Wars                        | Nem      | Igen     | Igen     | Igen     | Nem      | Igen     | Igen     | Nem      | Nem      |
| 2011 | Brink                                              | Nem      | Nem      | Nem      | Igen     | Nem      | Igen     | Igen     | Nem      | Nem      |
| 2012 | RAD Soldiers                                       | Igen     | Nem      | Nem      | Nem      | Igen     | Nem      | Nem      | Nem      | Nem      |
| 2013 | Batman: Arkham Origins (többjátékos mód)           | Nem      | Nem      | Nem      | Igen     | Nem      | Igen     | Igen     | Nem      | Nem      |
| 2014 | Dirty Bomb                                         | Nem      | Nem      | Nem      | Nem      | Nem      | Igen     | Nem      | Nem      | Nem      |
| 2015 | Tempo                                              | Igen     | Nem      | Nem      | Nem      | Nem      | Nem      | Nem      | Nem      | Nem      |
| 2015 | Gears of War: Ultimate Edition (többjátékos mód)   | Nem      | Nem      | Nem      | Nem      | Nem      | Igen     | Nem      | Igen     | Nem      |
| 2016 | Gears of War 4 (többjátékos mód)                   | Nem      | Nem      | Nem      | Nem      | Nem      | Igen     | Nem      | Igen     | Nem      |
| 2019 | Halo: The Master Chief Collection (Windows-verzió) | Nem      | Nem      | Nem      | Nem      | Nem      | Igen     | Nem      | Igen     | Nem      |
| 2020 | Gears Tactics                                      | Nem      | Nem      | Nem      | Nem      | Nem      | Igen     | Nem      | Nem      | Nem      |
| 2020 | Outcasters                                         | Nem      | Nem      | Nem      | Nem      | Nem      | Nem      | Nem      | Nem      | Igen     |

1. ↑  A játékot PlayStation 3-ra a Nerve Software, míg Xbox 360-ra az Underground Development írta át

## Díjak és jelölések
| Év   | Díj                                                           | Eredmény |
| ---- | ------------------------------------------------------------- | -------- |
| 2008 | Develop Industry Excellence Award for Best Independent Studio | Elnyerte |
| 2008 | Ultraweb Level 4 Award                                        | Elnyerte |
| 2008 | Golden Joystick award for UK Developer of the Year            | Jelölve  |
| 2009 | Guardian Top 100 UK Tech & Media Companies                    | Elnyerte |
| 2015 | Best Companies Ones to Watch                                  | Elnyerte |
| 2016 | Best Companies 2 Star Accreditation                           | Elnyerte |
| 2016 | Amazon Growing Business Awards                                | Jelölve  |

## Fordítás
- Ez a szócikk részben vagy egészben  a   Splash Damage című angol Wikipédia-szócikk ezen változatának fordításán alapul.  Az eredeti cikk szerkesztőit annak laptörténete sorolja fel. Ez a jelzés csupán a megfogalmazás eredetét és a szerzői jogokat jelzi, nem szolgál a cikkben szereplő információk forrásmegjelöléseként.